# تابستان خون
تابستان خون (انگلیسی: Summer of Blood) یک فیلم خون‌آشامی در سبک کمدی ترسناک می‌باشد. این فیلم محصول سال ۲۰۱۴ کشور آمریکاست.

## موضوع فیلم
اریک اسپارو از آن دسته آدمهایی است که خوش شانس است. او یک شغل خوب دارد و در رابطه اش آدم با ثباتی است. او در یکی از بزرگترین شهرهای جهان زندگی می‌کند. آیا اریک استحقاق این زندگی خوب و عالی را دارد؟! احتمالاً خیر، چون درگیر قضیه‌ای کاملاً عجیب و مخوف می‌شود...